# Enrique María Repullés y Vargas
Enrique María Repullés y Vargas, né à Madrid le 30 octobre 1845 et mort à Madrid le 13 septembre 1922 , est un architecte espagnol, membre de l'Académie royale des beaux-arts de San Fernando, de laquelle il devient secrétaire.

## Biographie
Il est l'architecte officiel de la Maison royale espagnole et de l'Archidiocèse de Tolède.

## Œuvre
- La Basilique Sainte-Thérèse (es) de Alba de Tormes (Salamanque) (inachevée).
- Temple paroissial de Hortaleza. Première église de style néo-mudéjar (1877)
- La grille qui ferme la Plaza de la Armería du Palais royal de Madrid (1892).
- Le Palais de la bourse de Madrid. Repullés gagna le concours convoqué par le Conseil des travaux de la Bourse de Madrid en 1884, présentant un projet qui prenait comme modèle l'édifice du Palais de la Bourse de Vienne créé par Theophil Hansen. Il fut inauguré en 1893.
- Les Maisons de bois de style tyrol dans le Campo del Moro de Madrid (es) (1898).
- La Casa Consistorial de Valladolid (es). Les travaux pour la construction de cet édifice commencèrent en 1892 selon les plans de l'architecte local Antonio Iturralde, qui avait gagné le concours d'idées convoqué pour sa construction. Le projet fut modifié six ans plus tard quand, à la mort d'Iturralde, Enrique Repullés le prit en charge. Il détruisit tout ce qui fut réalisé jusque-là et construisit un nouvel édifice éclectique qui fut inauguré en 1908.
- Le panthéon du cimetière de Saint-Just, en 1902.
- L'Église Sainte Christine (es) de Madrid, édifiée entre 1904 et 1906, présentant une seule nef et de style néo-mudéjar, proche d'une rue qui lui a été dédiée.
- Monument érigé à Salamanque en honneur de l'évêque Tomás Cámara (1847-1904). Il fut inauguré le 17 mai 1910.
- En 1910, la dernière maison du peintre Joaquín Sorolla à Madrid, aujourd'hui Musée Sorolla.

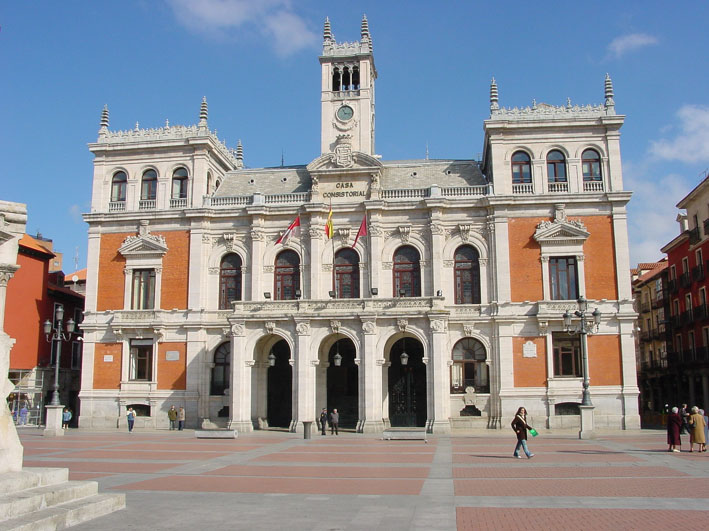
Casa Consitorial dans la Plaza Mayor de Valladolid (es)
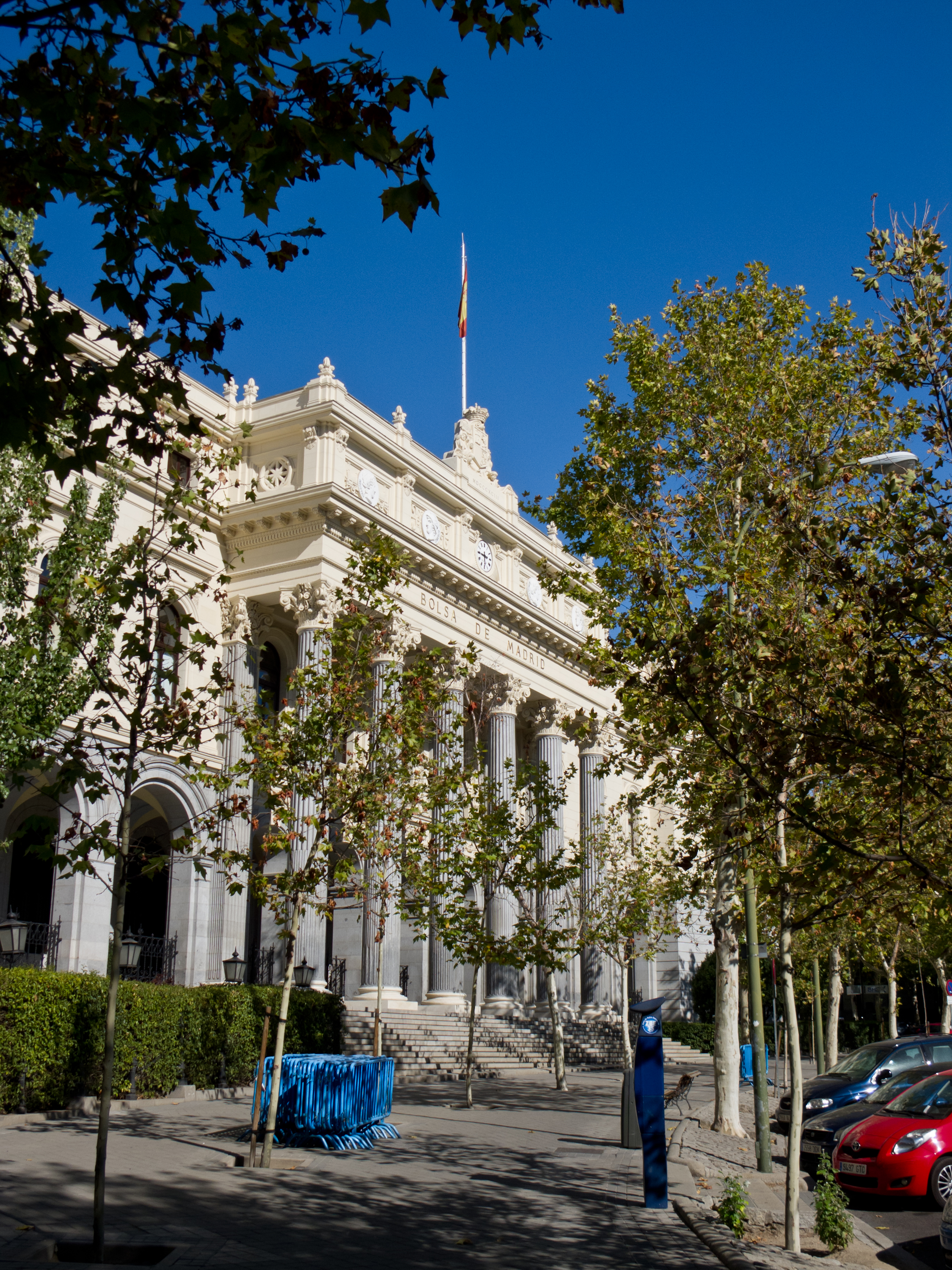
Palais de la bourse de Madrid
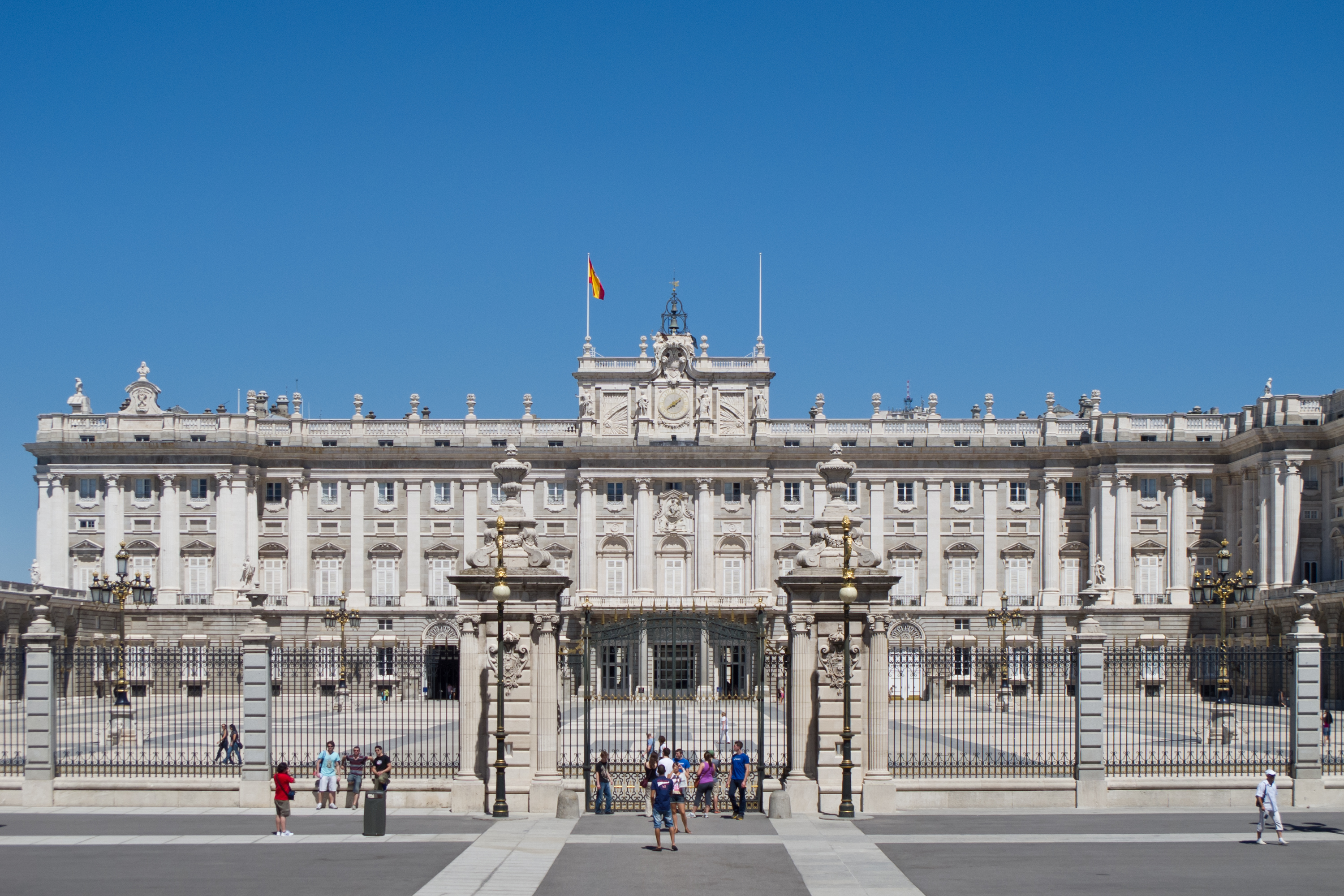
Grille qui ferme la Plaza de la Armería du Palais royal de Madrid
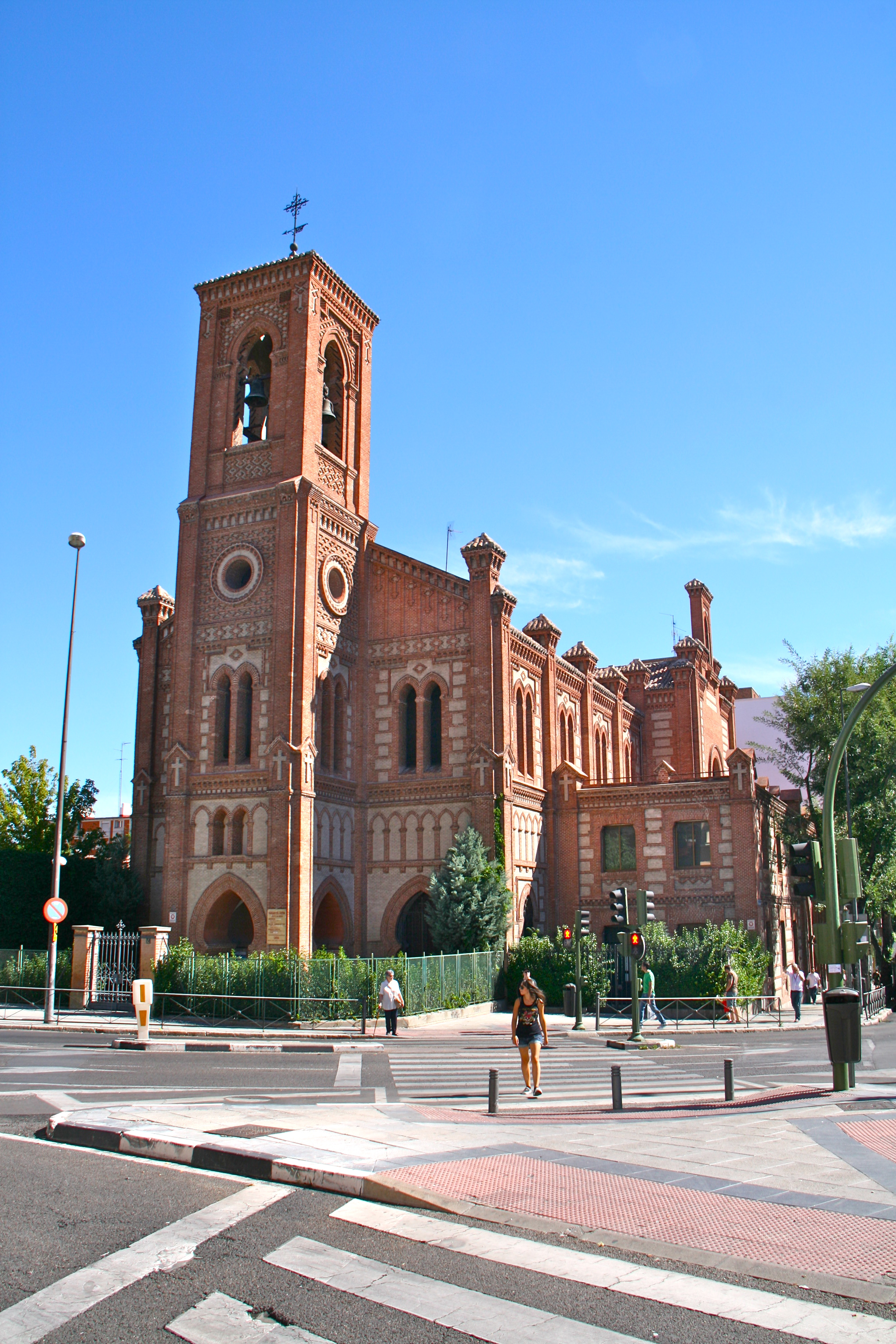
Église de Sainte Christine de Madrid